# Zelobes Indian Cemetery
Zelobes Indian Cemetery is een begraafplaats gelegen in de Franse plaats La Couture (Pas-de-Calais). De militaire graven worden onderhouden door de Commonwealth War Graves Commission.
De begraafplaats telt 73 geïdentificeerde Gemenebest graven uit de Eerste Wereldoorlog.